# Constantin Șandru

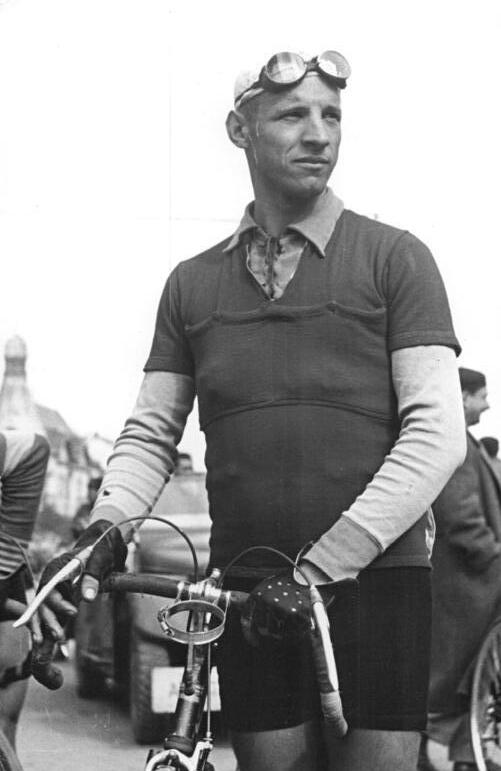
Constantin Șandru bei der Friedensfahrt 1955

Constantin Șandru (* 1927) ist ein ehemaliger rumänischer Radrennfahrer.

## Sportliche Laufbahn
An der Internationalen Friedensfahrt nahm Șandru achtmal teil. Er war Teilnehmer der ersten Austragung des Rennens auf dem Kurs von Warschau nach Prag. Sein bestes Resultat erzielte er 1951 als er den 7. Platz belegte. 1949 wurde er beim Sieg von Francesco Locatelli Fünfter der Polen-Rundfahrt und holte einen Etappensieg in der Ungarn-Rundfahrt. Ein Jahr später, 1950, siegte er in der heimischen Rumänien-Rundfahrt, 1954 gewann er eine Etappe der Rundfahrt.